# Marea tăcere
Marea tăcere (engleză The Great Silence) este un termen care apare pentru prima oară  în 1983 în romanul lui Stanislaw Lem, Vocea Stăpânului (poloneză Głos pana, apărut în Polonia în 1968). Stanislaw Lem, dezamăgit de investițiile uriașe care au fost alocate programului de căutare a vieții extraterestre SETI, a admis că, în ciuda celor mai mari eforturi umane, universul rămâne tăcut. Termenul folosit de Lem provine din latină: Silencium universi sau silentium universi (univers tăcut)